# Caner Cindoruk
Caner Cindoruk es un actor turco que interpretó a Silahtar Mustafa Pasha en la serie Muhteşem Yüzyıl Kösem "Bağdat Fatihi IV.Murad.

## Carrera
En 2008 se unió al elenco de la serie Yaprak Dökümü donde dio vida al doctor Nazmi, hasta el 2009.
En el 2016 se unió al elenco principal de la segunda temporada de la popular serie turca Muhteşem Yüzyıl Kösem: "Muhteşem Yüzyıl Kösem "Bağdat Fatihi IV.Murad" donde interpreta a Silahtar Mustafa Pasha, un miembro del círculo cercano y amigo del Sultán Murad (Metin Akdülger), hasta ahora.

## Filmografía

### Televisión
| Año       | Título                | Personaje                  | Nota(s)          |
| 2007      | Kara Güneş            | Alişir                     | Protagonista     |
| 2008-2009 | Yaprak Dökümü         | Dr. Nazmi                  | 22 episodios     |
| 2009-2011 | Hanımın Çiftliği      | Kemal Şahin                | Protagonista     |
| 2011-2012 | Firar                 | Nadir                      | Protagonista     |
| 2013-2015 | Aramızda Kalsın       | Civan Alacan               | Protagonista     |
| 2015-2017 | Muhteşem Yüzyıl Kösem | Silahtar Mustafa Pasha     | Elenco principal |
| 2017-2019 | Mujer                 | Sarp Çeşmeli / Alp Karahan | Protagonista     |
| 2020      | Zemheri               | Ertan Demirkan             | Protagonista     |
| 2020-2022 | Sadakatsiz            | Volkan Arslan              | Protagonista     |

### Películas
| Año  | Título       | Personaje        | Notas                                                                                  |
| ---- | ------------ | ---------------- | -------------------------------------------------------------------------------------- |
| 2012 | Rhino Season | Sahel (de joven) | junto a Behrouz Vossoughi, Monica Bellucci, Yilmaz Erdogan, Beren Saat y Belçim Bilgin |
| 2016 | Kor          | Cemal            | junto a Aslıhan Gürbüz, Taner Birsel, Istar Göksever, Çaglar Çorumlu y Talha Yayikci   |

### Director
| Año  | Título                       | Notas |
| ---- | ---------------------------- | ----- |
| 2006 | Hayvan Çiftliği              | obra  |
| 2005 | Suçlular Çağı Suçsuzlar Çağı | obra  |
| 2000 | Ada                          | obra  |
| 1999 | Kuğular Şarkı Söylemez       | obra  |

Teatro